# 第23普通科連隊
第23普通科連隊（だいにじゅうさんふつうかれんたい、JGSDF 23rd Infantry Regiment）は、陸上自衛隊東千歳駐屯地（北海道千歳市）に駐屯していた第7師団隷下の普通科連隊で1981年（昭和56年）3月に廃止された。

## 概要
連隊長は1等陸佐（二）が充てられ、連隊本部、本部管理中隊、4個の普通科中隊および重迫撃砲中隊により編成されていた。
1961年（昭和36年）2月に第7混成団の機械化部隊への改編に伴い、第11普通科連隊第3大隊を母体として第2大隊第6中隊、第1特科団第113特科大隊第1中隊を増強して新編された。1962年（昭和37年）8月に第7混成団が第7師団に改編され、迫撃砲隊が重迫撃砲中隊となるなどの改編が行われた。1981年（昭和56年）3月に第7師団が機甲化師団に改編の際に廃止となり、大半の隊員が第11普通科連隊の増強のため補充され余剰人員は道内の普通科連隊に異動した。

## 沿革
- 1961年（昭和36年）2月28日：第23普通科連隊が東千歳駐屯地において編成完結。第7混成団長に隷属。
- 1962年（昭和37年）8月15日：第7混成団が第7師団に改編。本部管理中隊、4個普通科中隊および重迫撃砲中隊編成となる。
- 1975年（昭和50年）3月31日：73式装甲車を装備。
- 1981年（昭和56年）3月25日：第7師団の機甲師団への改編に伴い、第23普通科連隊（東千歳駐屯地）が廃止。

## 廃止時の部隊編成
- 第23普通科連隊本部
- 本部管理中隊「23普-本」
- 第1普通科中隊「23普-1」
- 第2普通科中隊「23普-2」
- 第3普通科中隊「23普-3」
- 第4普通科中隊「23普-4」
- 重迫撃砲中隊「23普-重迫」

## 歴代の連隊長
| 代 | 氏名       | 在職期間                        | 前職                            | 後職                                                  |
| -- | ---------- | ------------------------------- | ------------------------------- | ----------------------------------------------------- |
| 01 | 山口満雄   | 1961年02月28日 - 1963年03月15日 | 第11普通科連隊付                | 陸上自衛隊富士学校機甲科教育部 副部長 兼 同部教務課長 |
| 02 | 佐藤久彌   | 1963年03月16日 - 1964年03月15日 | 陸上自衛隊富士学校研究部第1課長 | 第7師団司令部幕僚長                                   |
| 03 | 押尾精一   | 1964年03月16日 - 1966年07月15日 | 陸上自衛隊幹部学校学校教官      | 陸上幕僚監部第5部機甲科班長                           |
| 04 | 平城弘通   | 1966年07月16日 - 1968年07月15日 | 陸上幕僚監部第2部勤務           | 東部方面総監部第2部長                                 |
| 05 | 藤吉俊男   | 1968年07月16日 - 1970年07月15日 | 陸上幕僚監部付                  | 陸上自衛隊幹部学校学校教官                            |
| 06 | 澤田壽朗   | 1970年07月16日 - 1972年07月16日 | 第9師団司令部第3部長            | 陸上自衛隊富士学校学校教官                            |
| 07 | 柏原眞一   | 1972年07月17日 - 1974年07月15日 | 中央監察隊勤務                  | 北部方面総監部総務課勤務                              |
| 08 | 小石川和雄 | 1974年07月16日 - 1976年08月01日 | 空挺教育隊勤務                  | 第1空挺団副団長                                       |
| 09 | 平松幹良   | 1976年08月02日 - 1978年06月30日 | 西部方面総監部第3部勤務         | 陸上幕僚監部人事部人事計画課 服務班長                 |
| 末 | 竹原幸一   | 1978年07月01日 - 1981年03月24日 | 陸上自衛隊幹部学校学校教官      | 防衛大学校訓練部訓練課長                              |

## 部隊改編
新編時（1961年（昭和36年）2月28日）
- 第23普通科連隊本部
- 本部管理中隊「23普-本」
- 第1普通科中隊「23普-1」
- 第2普通科中隊「23普-2」
- 第3普通科中隊「23普-3」
- 第4普通科中隊「23普-4」
- 迫撃砲隊「23普-迫」

人員：約1000名
車両：約130両
砲：約60門